# Ji Jing
Ji Jing (en chino: 紀靜; 4 de octubre de 1987) es una deportista china que compitió en halterofilia. Ganó una medalla de bronce en el Campeonato Mundial de Halterofilia de 2011, en la categoría de 53 kg.

## Palmarés internacional
| Campeonato Mundial | Campeonato Mundial | Campeonato Mundial | Campeonato Mundial |
| Año                | Lugar              | Medalla            | Categoría          |
| ------------------ | ------------------ | ------------------ | ------------------ |
| 2011               | París (Francia)    | Medalla de bronce  | 53 kg              |